# Малките титани: Проблем в Токио
„Малките титани: Проблем в Токио“ (на английски: Teen Titans: Trouble in Tokyo) е анимационен филм, базиран на анимационния сериал „Малките титани“, който върви от 2003 до 2006 г. За пръв път е излъчен на 15 септември 2006 г. по Cartoon Network.

## „Малките титани: Проблем в Токио“ в България
В България филмът е излъчен за пръв път на 26 август 2012 г. по bTV от 07:30. Ролите се озвучават от артистите Живка Донева, Ася Рачева, Светлана Смолева, Лъчезар Стефанов, Станислав Пищалов и Радослав Рачев.